# Сенкевичівка (станція)
Сенкевичі́вка — проміжна залізнична станція 5-го класу Рівненської дирекції Львівської залізниці на неелектрифікованій лінії Підзамче — Ківерці між станціями Несвіч-Волинський (16 км) та Звиняче (9 км). Розташована у селищі Сенкевичівка Луцького району Волинської області.

## Історія
Станція відкрита 1925 року, одночасно з відкриттям руху на залізничній лінії Підзамче — Луцьк.

## Пасажирське сполучення
На станції Сенкевичівка зупиняються поїзди приміського сполучення Ківерці — Стоянів / Радехів.